# Pfarrkirche Hainersdorf

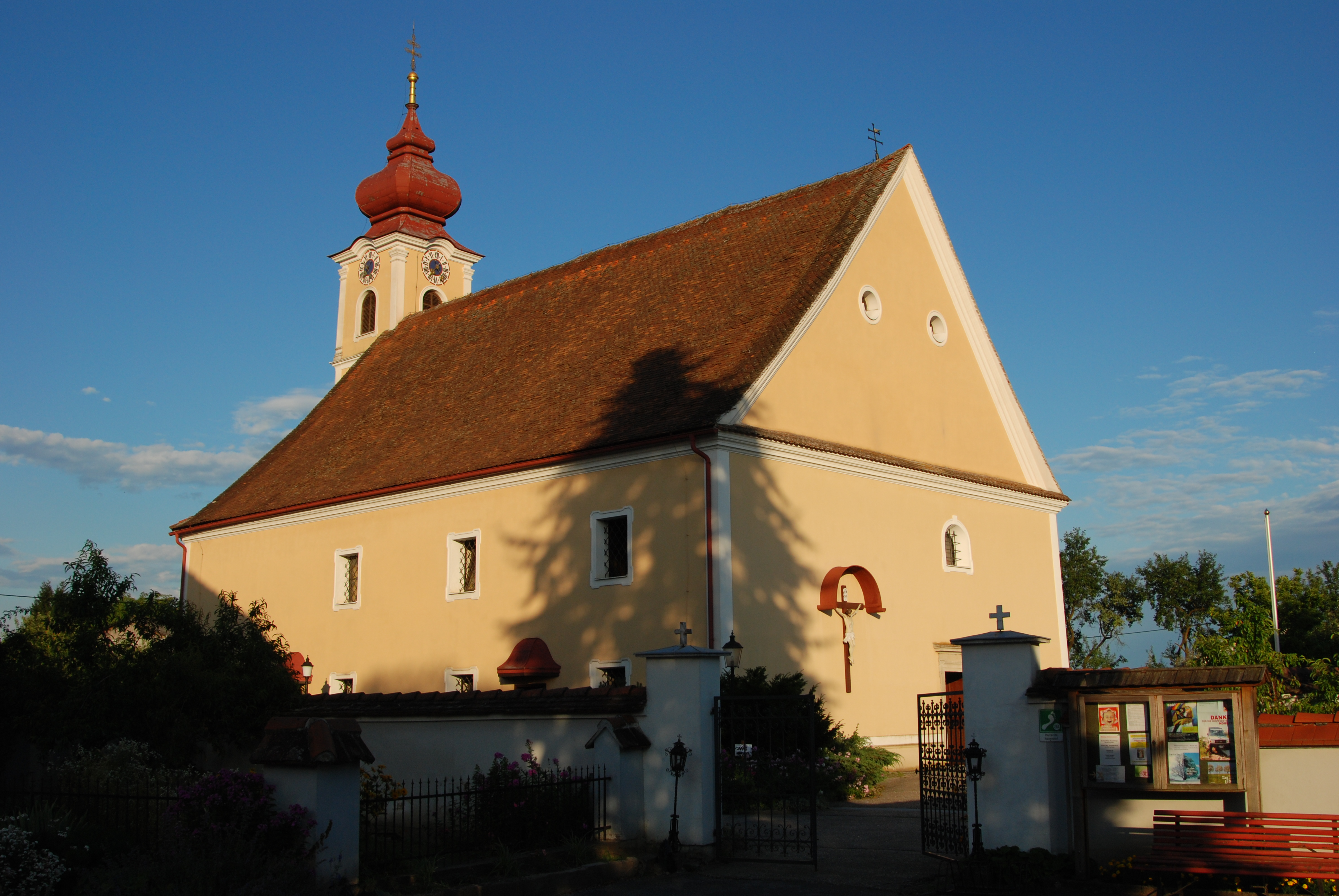
Katholische Pfarrkirche hl. Georg in Hainersdorf

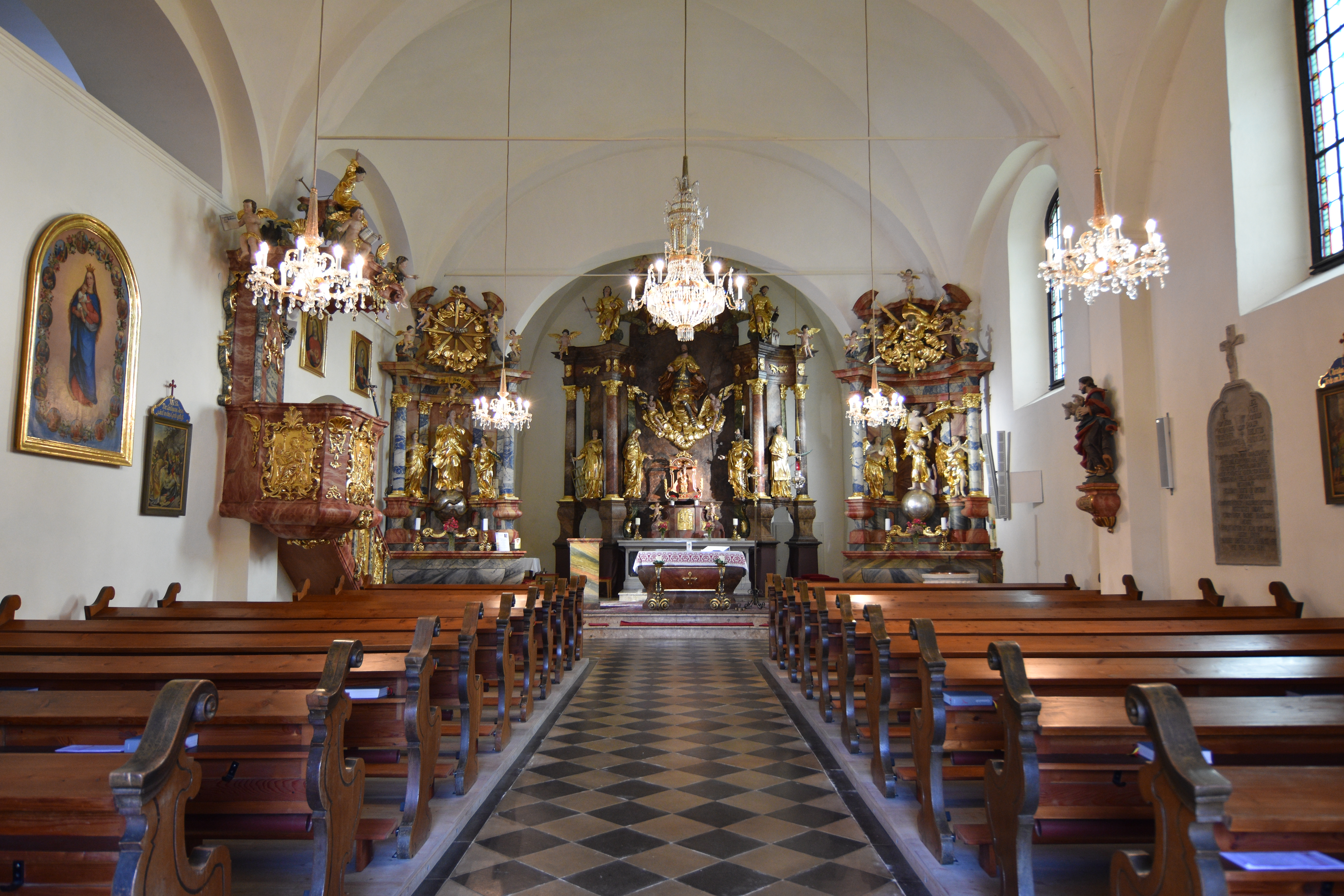
Langhaus, Blick in den Chor

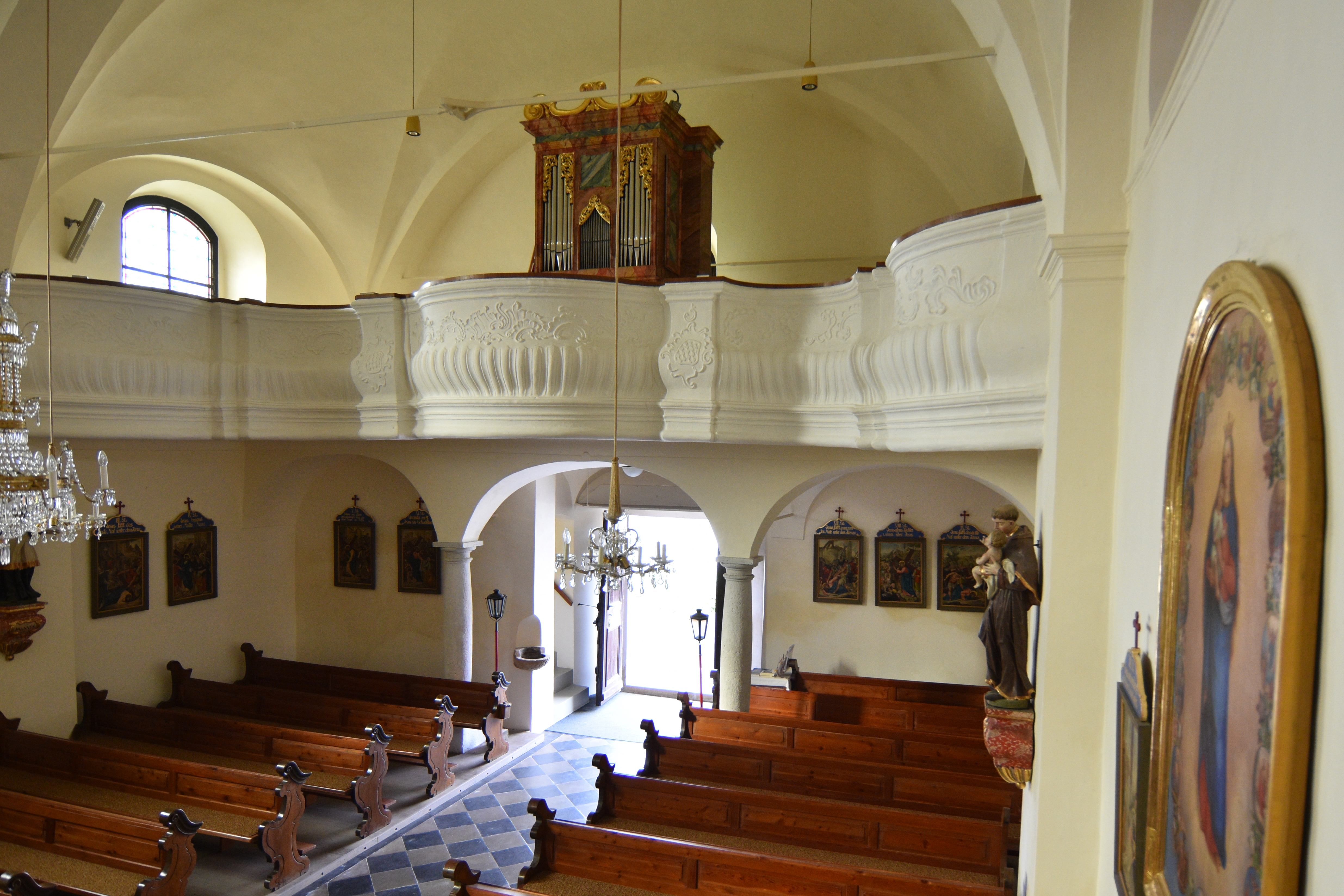
Langhaus, Blick zur Orgelempore

Die römisch-katholische Pfarrkirche Hainersdorf steht in der Ortschaft Hainersdorf in der Gemeinde Großwilfersdorf im Bezirk Hartberg-Fürstenfeld in der Steiermark. Die dem Patrozinium des hl. Georg unterstellte Pfarrkirche gehört zur Region Oststeiermark (Dekanat Waltersdorf) in der Diözese Graz-Seckau. Die Kirche steht unter Denkmalschutz (Listeneintrag).

## Geschichte
Die Kirche entstand in der Mitte des 12. Jahrhunderts. Adalram von Waldeck-Feistritz schenkte seine Eigenkirche dem Stift Seckau. 1410 wurde die Pfarre Hainersdorf genannt.
Der Neubau wurde laut Inschrift an der Westfront 1668 erbaut. 1971 war eine Gesamtrestaurierung.

## Architektur
Der Dachstuhl und die Westfront wurden im Ende des 18. Jahrhunderts bedingt durch die nordseitige Erweiterung des Langhauses auf gleiche Breite gebracht, dadurch ist das Westportal aus der heutigen Mitte gerückt. Der quadratische Turm steht östlich am Chor und trägt eine gegliederte Zwiebelhaube.
Das Kircheninnere zeigt ein Langhaus mit drei kreuzgratgewölbten querrechteckigen Jochen mit Gurten auf flachen Wandpfeilern. An der Nordseite des Langhauses wurde im Ende des 18. Jahrhunderts ein seitenschiffartiger Anbau mit darüberliegenden zum Langhaus geöffneten Emporen angebaut. Die lebhaft geschwungene Orgelempore steht auf zwei Säulen, die Brüstung zeigt eine reiche Stuckierung aus dem dritten Viertel des 18. Jahrhunderts. Der gering eingezogene einjochige Rechteckchor hat nordseitig die Sakristei und eine Empore.
Die Fensterverglasung entstand 1903.

## Einrichtung
Die Einrichtung entstand ziemlich einheitlich in der Mitte des 18. Jahrhunderts. Den Hochaltar schuf Josef Hilt 1750, der Tabernakel trägt die ehemalige Kultstatue Maria, Heil der Kranken, inschriftlich 1714 geweiht. Die zwei Seitenaltäre zeigen links Maria Immaculata und rechts Jesus auf der Weltkugel. Die Kanzel mit Christus und Evangelistensymbolen am Schalldach aus 1743 wurde Josef Hilt zugeschrieben.
Das steinerne Taufbecken mit Pfeifenmuster und Balusterfuß entstand in der zweiten Hälfte des 17. Jahrhunderts.
Die Orgel wurde 1721 von Johann Georg Mitterreither gefertigt und wurde 1973 restauriert.

## Grabdenkmäler
- Außen an der Westfront ist ein kleiner römischer Inschriftsstein aus dem Anfang des 2. Jahrhunderts vermauert.